# حفل توزيع جوائز الأوسكار السابع والثمانون
حفل توزيع جوائز الأوسكار السابع والثمانون (بالإنجليزية: 87th Academy Awards)‏ هوَ حَفلٌ تُنظّمُه أكاديمية فنون وعلوم الصور المتحركة لِتَكريم أفضل الأفلام لسنة 2014. وقد أُقيمَ الحَفل بِتاريخ 22 فبراير/شباط 2015 في مسرح دولبي في هوليوود في لوس أنجلوس وبُثّ على قناة ABC الأمريكية، كما عُرِضَ أيضاً على شبكة OSN وDubai One وMBC2 في الشرق الأوسط. وقدّم الحَفل نيل باتريك هاريس لأوّل مرّة.

## الفائزون والمرشحون

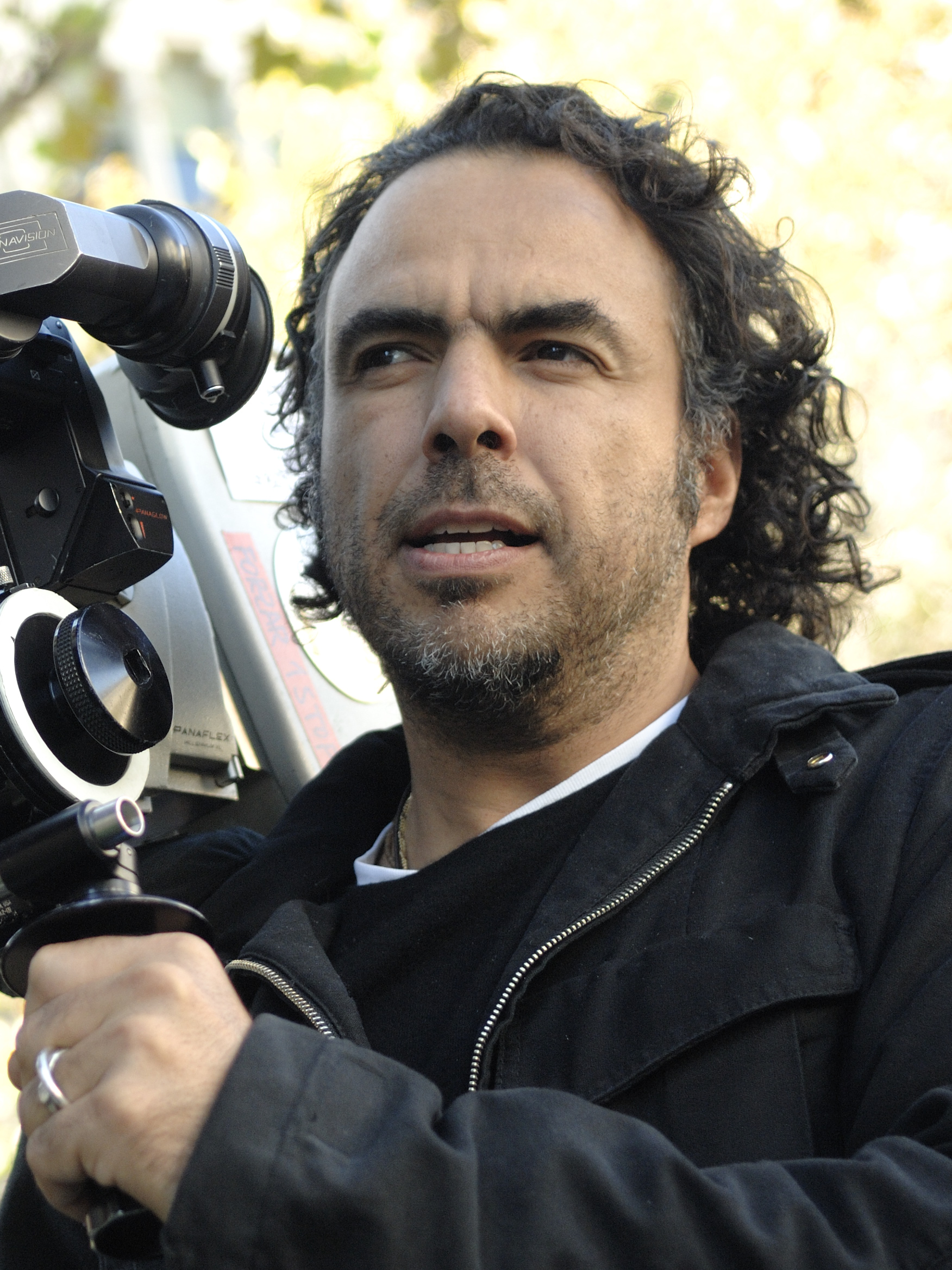
أليخاندرو جونزاليز إيناريتو، الفائز بجائزة أفضل فيلم وأفضل مخرج وأفضل نص أصلي

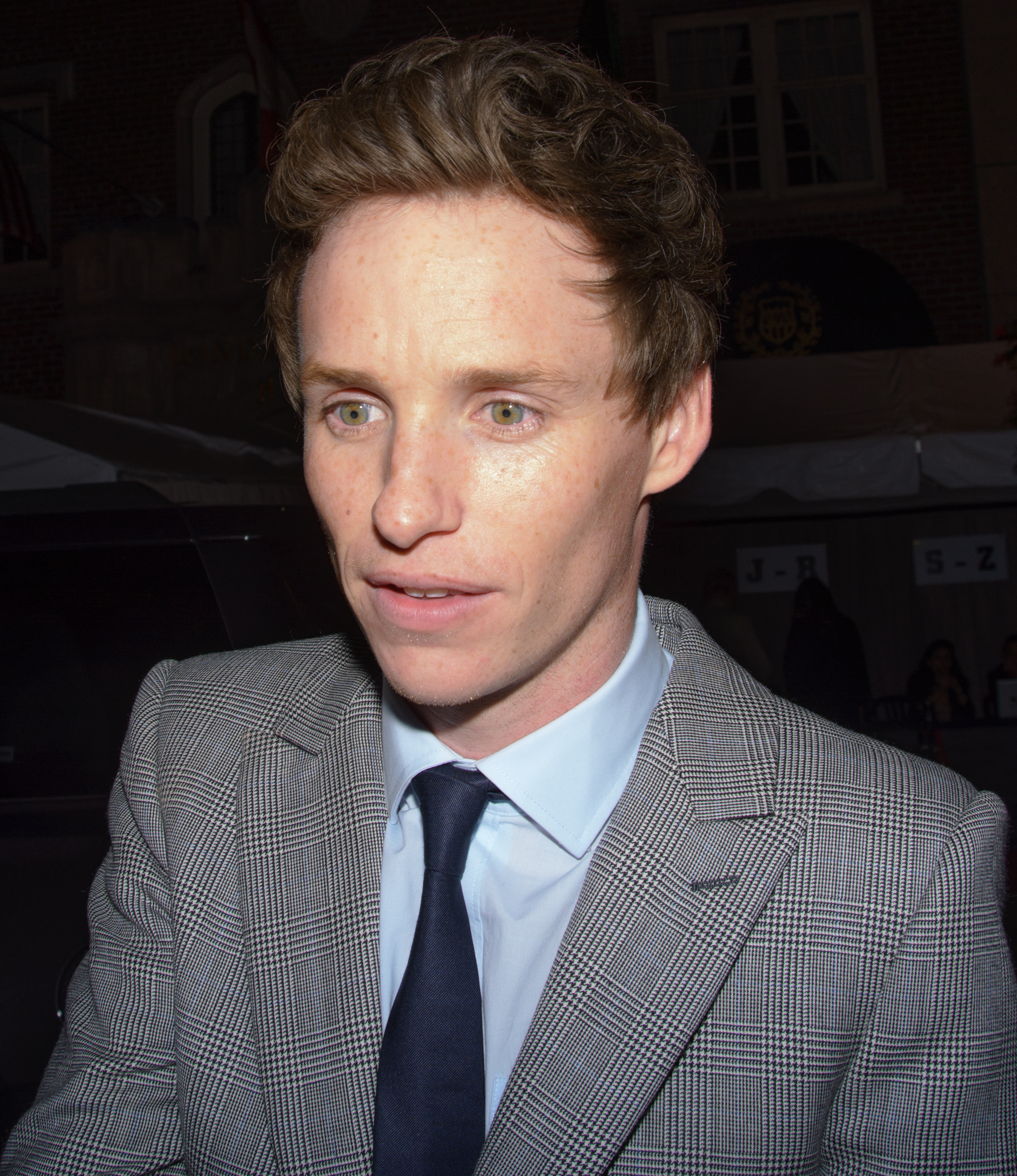
إيدي ريدماين، الفائز بجائزة أفضل ممثل

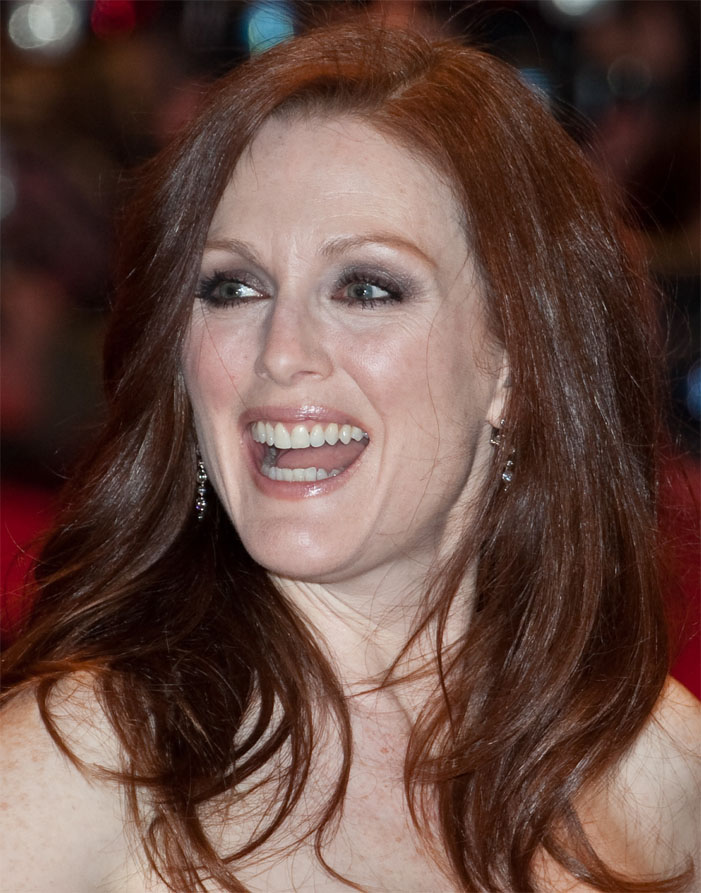
جوليان مور، الفائزة بجائزة أفضل ممثلة

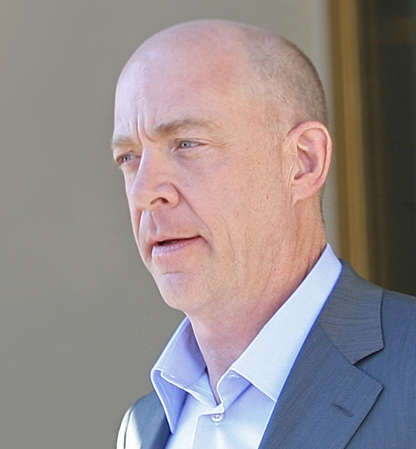
جي كي سيمنس، الفائز بجائزة أفضل ممثل مساعد

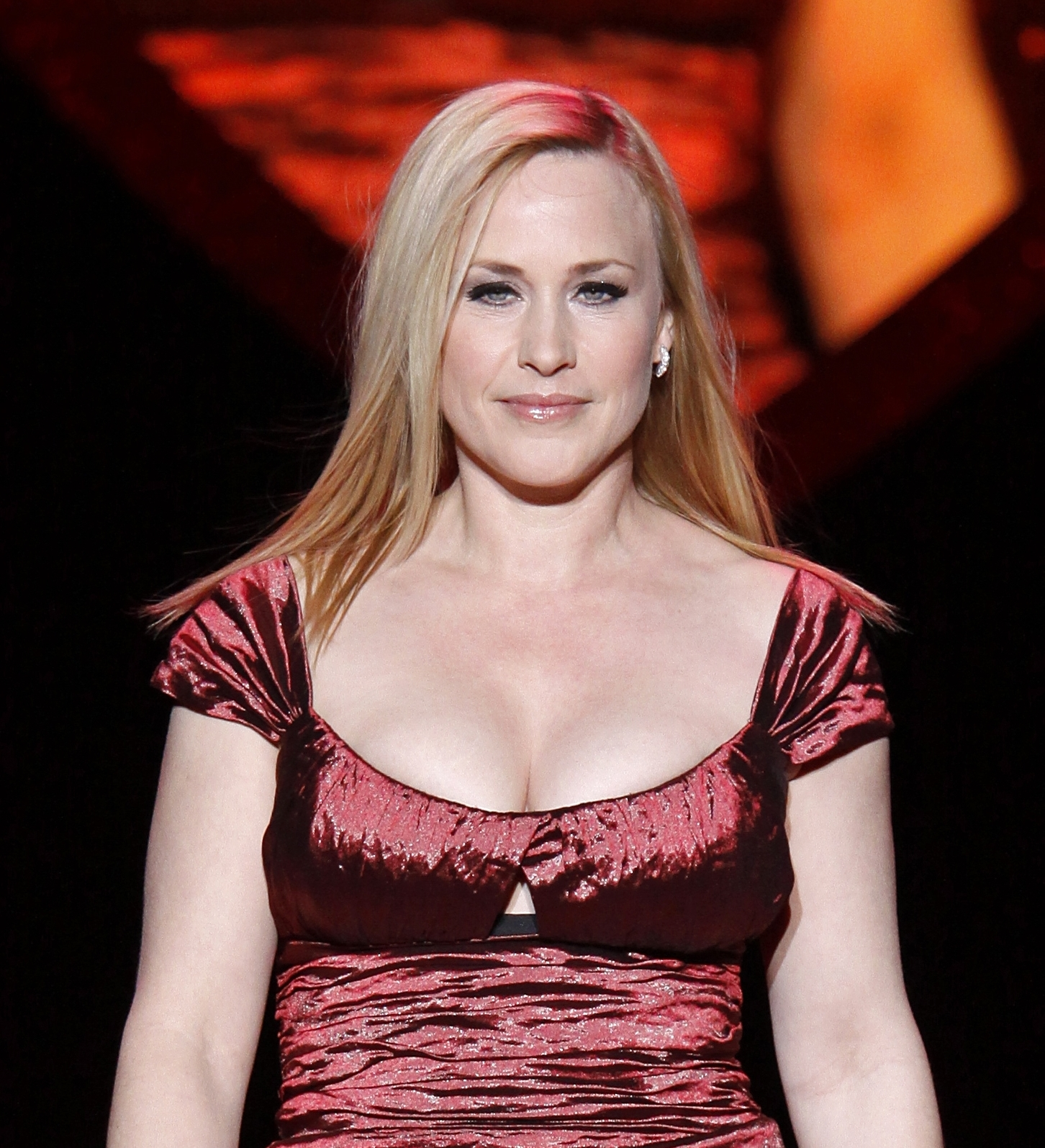
باتريشيا أركيت، الفائزة بجائزة أفضل ممثلة مساعدة.

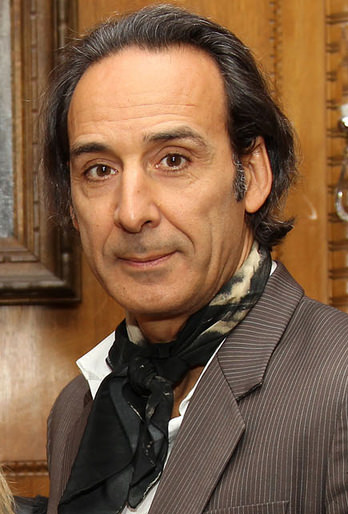
ألكسندر ديسبلا، الفائز بجائزة أفضل موسيقى تصويرية

تمّ الإعلان عن قائمة المُرشّحين لحفل توزيع جوائز الأوسكار السابع والثمانون بتاريخ 15 يناير/كانون الثاني 2015 في مَسرح سامويل غولدين في بيفرلي هيلز في كاليفورنيا عبر شيريل بون آيزاك رئيسة الأكاديمية والمخرجان جاي جاي أبرامز وألفونسو كوارون والممثل كريس باين. وقد اكتَسَح فِلمَي الرجل الطائر وفندق بودابست الكبير الحَفلَ بتسعة ترشيحات لكُلٍّ منهُما. وقد أُقيمَ حَفلُ الإعلان عن الفائزين في 22 فبراير/شباط 2015.
الجدول التالي يُبيّن الفائزين والمُرشّحين ووضعت أسماء الفائزين أولا وبخط غليظ.
| أفضل فيلم | أفضل مخرج |                    |
| --- | --- | ------------------ |
| - الرجل الطائر - قناص أمريكي - صبا - فندق بودابست الكبير - لعبة التقليد - سيلما - نظرية كل شيء - ويبلاش | - أليخاندرو غونزالس إناريتو – الرجل الطائر - ويس أندرسون – فندق بودابست الكبير - ريتشارد لينكليتر – صبا - بينيت ميلر – صائد الثعالب - مورتين تيلدوم – لعبة التقليد |                    |
| أفضل ممثل | أفضل ممثلة |                    |
| - إيدي ريدماين – نظرية كل شيء بدور ستيفن هوكينغ - ستيف كارل – صائد الثعالب بدور جون دو بونت - برادلي كوبر – قناص أمريكي بدور كريس كايل - بينيديكت كامبرباتش – لعبة التقليد بدور آلان تورنغ - مايكل كيتون – الرجل الطائر بدور ريغان طومسون | - جوليان مور – ما تزال أليس بدور الدكتورة أليس هاولاند - ماريون كوتيار – يومين، ليلة واحدة بدور ساندرا بيا - فيليسيتي جونز – نظرية كل شيء بدور جين هوكينغ - روزاموند بايك – فتاة غائبة بدور إيمي إليوت-دان - ريز ويذرسبون – بري |                    |
| أفضل ممثل مساعد | أفضل ممثلة مساعدة |                    |
| - جي كي سيمنس – ويبلاش بدور تيرينس فليتشر - روبرت دوفال – القاضي بدور القاضي جوزيف بالمر - إيثان هوك – صبا بدور ميسون إيفانز سينيور - إدوارد نورتون – الرجل الطائر بدور مايك شاينر - مارك رافالو – صائد الثعالب بدور ديف شولتز            | - باتريشيا أركيت – صبا بدور أوليفيا ايفانز - لورا ديرن – بري بدور باربرا "بوبي" غراي - كيرا نايتلي – لعبة التقليد بدور جوان كلارك - إيما ستون – الرجل الطائر بدور طومسون - ميريل ستريب – في الغابة بدور الساحرة |                    |
| أفضل نص سينمائي أصلي | أفضل نص سينمائي مقتبس |                    |
| - الرجل الطائر - أليخاندرو غونزالس إناريتو ونيكولاس جياكوبون وأرماندو بو والكسندر دينلارس - صبا - ريتشارد لينكليتر - صائد الثعالب - إي ماكس فراي ودان فوترمان - فندق بودابست الكبير - ويس أندرسون وهيوغو غينيس - دودة الليل - دان غيلروي  | - لعبة التقليد - غراهام مور مأخوذ عن آلان تورنغ: اللغز من تأليف أندرو هودجز - قناص أمريكي - جيسون هول مأخوذ عن قناص أمريكي من تأليف كريس كايل وسكوت مكوين وجيم ديفيلس - خطيئة متأصلة - بول توماس أندرسون مأخوذ عن خطيئة متأصلة من تأليف توماس بينشون - نظرية كل شيء - أنثوني مكارتن مأخوذ عن السفر إلى اللانهاية: حياتي مع ستيفان من تأليف جين وايلد هوكينغ - ويبلاش - داميان تشازل مأخوذ عن فيلمه القصير الذي يحمل نفس الأسم |                    |
| أفضل فيلم رسوم متحركة | أفضل فيلم بلغة أجنبية |                    |
| - الأبطال الستة - جبابرة الصناديق - كيف تروض تنينك 2 - أغنية من البحر - قصة الأميرة كاغويا | - أيدا (بولندا، دنمارك) - لوياثان (روسيا) - يوسفي(إستونيا) - تمبكتو (موريتانيا) - حكايات برية (الأرجنتين) |                    |
| أفضل فيلم وثائقي | أفضل فيلم وثائقي قصير |                    |
| - المواطن الرابع - البحث عن فيفيان ماير - الأيام الأخيرة في فيتنام - ملح الأرض - فيرونغا | - أزمة الخط الساخن: للمحاربين القدامى اضغط 1 - جوانا - لعنتنا - الحاصد - الأرض البيضاء |                    |
| أفضل فيلم حي قصير | أفضل فيلم رسوم متحركة قصير |                    |
| - المكالمة الهاتفية - آية - بوغالو وغراهام - مصباح الزبدة - بارفانا | - وليمة - الصورة الأكبر - حارس السد - أنا ومولتون - حياة واحدة |                    |
| أفضل موسيقى تصويرية | أفضل أغنية أصلية |                    |
| - فندق بودابست الكبير – ألكسندر ديسبلا - لعبة التقليد – ألكسندر ديسبلا - بين النجوم – هانز زيمر - السيد تيرنر – غاري يارشون - نظرية كل شيء – يوهان يوهنسن                                                                                 | - أغنية "غلوري" من فيلم سيلما - أغنية "كل شيء رائع" من فيلم ليغو - أغنية "ممتن" من فيلم خلف الأضواء - أغنية "لن أشتاق إليك" من فيلم غلين كامبل: سأكون أنا - أغنية "نجوم مفقودة" من فيلم البدء مرة أخرى |                    |
| أفضل مونتاج صوتي | أفضل خلط أصوات |                    |
| - قناص أمريكي – آلين روبرت موري وبوب أسمان - الرجل الطائر – مارتن هيرنانديز وآرون غلاسوك - الهوبيت: معركة الجيوش الخمسة – برنت بورج وجيسون كانوفاس - بين النجوم – ريتشارد كينغ - غير مكسور – بيكي سوليفان وأندرو ديكريستوفيرو             | - ويبلاش – كريغ مان وبين ويكنس توماس كيرلي - قناص أمريكي – جون ريتز وغريج رودلوف ووالت مارتن - الرجل الطائر – جون تايلور وفرانك مونتانو وتوماس فارجا - بين النجوم – غراي ريزو وغريج لاندمارك ومارك ويرنتن - غير مكسور – جون تايلور وفرانك مونتانو وديفيد لي |                    |
| أفضل تصميم إنتاج | أفضل تصوير سينمائي |                    |
| - فندق بودابست الكبير – آدم شتوكهاوزن - لعبة التقليد – ماريا تشوكافيك - بين النجوم – ناثان كرولي - في الغابة – دينيس غاسنر - السيد تيرنر – سوزي ديفيس                                                                                     | - الرجل الطائر – إيمانويل لوبزكي - فندق بودابست الكبير – روبرت يومان - أيدا – لوغا شجال وريشارد ليندزكي - السيد تيرنر – ديك بوب - غير مكسور – روجر ديكنز |                    |
| أفضل مكياج وتصفيف شعر | أفضل تصميم أزياء |                    |
| - فندق بودابست الكبير - فرانسيس هانون ومارك كولير - صائد الثعالب - بيل كورسو ودينيس يديرد - حراس المجرة - اليزابيث إيني جورجيو وديفيد وايت                                                                                                | - فندق بودابست الكبير - ميلينا كانونيرو - خطيئة متأصلة - مارك بريدجز - في الغابة - كولين أتوود - ملافسينت - آنا شيبارد وجين كلايف - السيد تيرنر - جاكلين دوران |                    |
| أفضل مونتاج | أفضل تأثيرات بصرية | أفضل تأثيرات بصرية |
| - ويبلاش - توم كروس - قناص أمريكي - جويل كوكس وغاري روش - صبا - ساندرا أدير - فندق بودابست الكبير - بارني بيلينغ - لعبة التقليد - وليام غولدنبرغ                                                                                          | - بين النجوم - كابتن أمريكا: جندي الشتاء - بزوغ كوكب القرود - حراس المجرة - رجال-إكس: أيام المستقبل الماضي |                    |

## أفلام نالت أكثر من ترشيح
| الترشيحات | الفيلم              |
| --------- | ------------------- |
| 9         | الرجل الطائر        |
| 9         | فندق بودابست الكبير |
| 8         | لعبة التقليد        |
| 6         | قناص أمريكي         |
| 6         | صبا                 |
| 5         | صائد الثعالب        |
| 5         | بين النجوم          |
| 5         | نظرية كل شيء        |
| 5         | ويبلاش              |
| 4         | السيد تيرنر         |
| 3         | في الغابة           |
| 3         | غير مكسور           |
| 2         | حراس المجرة         |
| 2         | أيدا                |
| 2         | خطيئة متأصلة        |
| 2         | سيلما               |
| 2         | بري                 |

| الجوائز | الفيلم              |
| ------- | ------------------- |
| 4       | الرجل الطائر        |
| 4       | فندق بودابست الكبير |
| 3       | ويبلاش              |

## وصلات خارجية
- الموقع الرسمي
- حفل توزيع جوائز الأوسكار السابع والثمانون على موقع IMDb (الإنجليزية)